# Incilius fastidiosus
Incilius fastidiosus es una especie de anfibio anuro de la familia Bufonidae.

## Distribución geográfica
Esta especie habita en el sur de Costa Rica y el norte de Panamá entre los 760 y 2100 m de altitud en la ladera sur de la cordillera de Talamanca.

## Descripción
Los machos miden de 43 a 52 mm y las hembras de 40 a 60 mm.

## Publicación original
- Cope, 1876 "1875" : On the Batrachia and Reptilia of Costa Rica : With notes on the herpetology and ichthyology of Nicaragua and Peru. Journal of the Academy of Natural Sciences of Philadelphia, ser. 2, vol. 8, p. 93–154[5]